# 蛇皮の服を着た男
『蛇皮の服を着た男』（へびがわのふくをきたおとこ、The Fugitive Kind）は1960年のアメリカ合衆国の映画。主演はマーロン・ブランド。
テネシー・ウィリアムズが1957年に書いたギリシア悲劇の戯曲『The Fugitive Kind（流れ者）』をシドニー・ルメットによって当時のアメリカ南部を舞台に映画化した作品。原作戯曲は後に「地獄のオルフェウス」という邦題で上演されている。
ディープサウスを舞台にしているが、撮影はニューヨークで行われた。

## キャスト
| 役名             | 俳優                     | 日本語吹替 | 日本語吹替 | 日本語吹替 |
| 役名             | 俳優                     | テレビ版1  | テレビ版2  | ？版       |
| ---------------- | ------------------------ | ---------- | ---------- | ---------- |
| リー・クレイトン | マーロン・ブランド       | 仲村秀生   | 川合伸旺   | 山内雅人   |
| レディ           | アンナ・マニャーニ       | 富永美沙子 | 三木弘子   |            |
| キャロル         | ジョアン・ウッドワード   | 沢田敏子   | 江家礼子   |            |
| ジェイブ         | ビクター・ジョリー       | 真木恭介   | 真木恭介   |            |
| タルボット保安官 | R・G・アームストロング   | 渡部猛     |            |            |
| タルボット夫人   | モーリン・ステイプルトン | 遠藤晴     |            |            |
| デビッド         | ジョン・バラグリー       | 篠原大作   |            |            |

- テレビ版2：初回放送1970年12月9日 NETテレビ『映画招待席』14:00-15:30

## スタッフ
- 監督：シドニー・ルメット
- 製作：マーティン・ジュロー、リチャード・A・シェファード
- 原作：テネシー・ウィリアムズ
- 脚本：テネシー・ウィリアムズ、ミード・ロバーツ
- 撮影：ボリス・カウフマン
- 編集：カール・ラーナー
- 音楽：ケニヨン・ホプキンス

### 日本語版
テレビ版1
- 演出：中野寛次
- 翻訳：木原たけし
- 調整：遠西勝三
- 制作：東北新社